# Salvadore Cammarano
Salvadore Cammarano, född 19 mars 1801 i Neapel, Italien, död 17 juli 1852 i Neapel, var en italiensk librettist och teaterförfattare, kanske mest känd för att ha skrivit texten Lucia di Lammermoor (1835) för Gaetano Donizetti.
Andra verk han bidrog till Donizetti var L'assedio di Calais (1836), Belisario (1836), Pia de' Tolomei (1837), Roberto Devereux (1837), Maria de Rudenz (1838), Poliuto (1838), och Maria di Rohan (1843), medan han skrev Ines de Castro för Giuseppe Persiani.
För Verdi skrev han Alzira (1845), La battaglia di Legnano (1849), och Luisa Miller (1849) och var med och hjälpte Leone Emanuele Bardare att skriva Trubaduren (1853). Cammarano startade även att skriva en libretto för en tilltänkt bearbetning av William Shakespeares pjäs Kung Lear, vid namn Re Lear, men han avled innan han hann skriva klart den.